# Cervello alla fiorentina
Il cervello alla fiorentina è un secondo piatto tipico della cucina toscana, diffuso principalmente nell'area fiorentina. Tale specialità culinaria era conosciuta e diffusa maggiormente nel Novecento. Deve la sua origine all'abitudine dei macellai di utilizzare tutte le parti commestibili degli animali uccisi per ricavare le celebri bistecche. Si accompagna molto bene a un fritto misto di carne e verdure.
Il piatto viene preparato utilizzando il cervello di bovino adulto o di vitello, che viene prima cotto per pochi minuti in acqua bollente priva di sale, poi privato del rivestimento protettivo esterno e tagliato a fette, che a loro volta saranno poi pastellate e fritte in olio extravergine d'oliva fino a completa doratura. Prima di passare alla fase della frittura, le fette possono essere immerse per diversi minuti in acqua e succo di limone: in ogni caso, devono essere completamente prosciugate prima di essere pastellate.
Il piatto viene condito quindi con l'aggiunta di un pizzico di sale e servito con fette di limone, che tipicamente accompagnano i secondi piatti fritti.